# Gasthaus Grüner Baum (Castell)

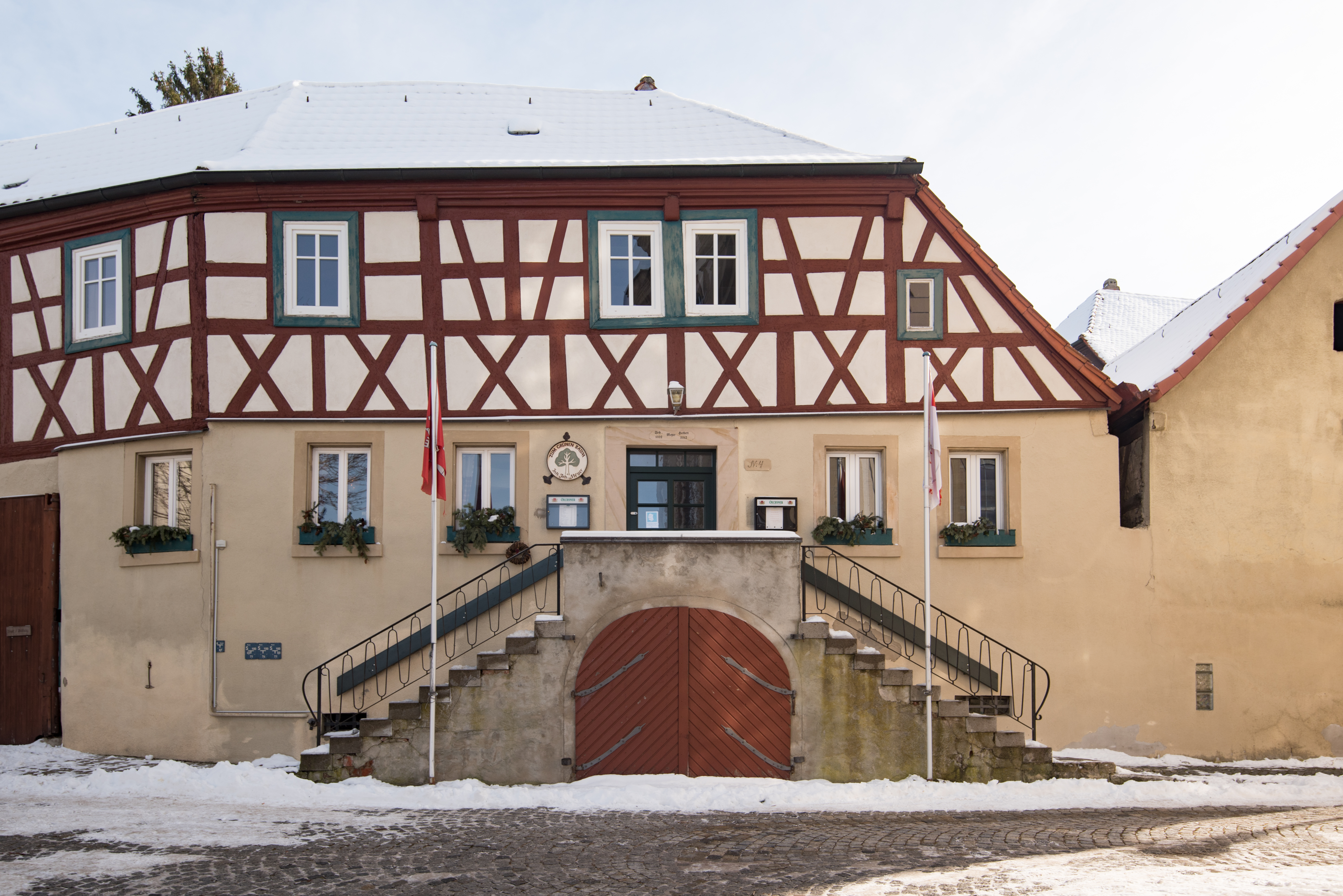
Gasthaus in Castell

Das Gasthaus Grüner Baum (Adresse Kirchplatz 4; früher Hausnummer 49) ist ein historischer Gasthof im unterfränkischen Castell im Landkreis Kitzingen.

## Geschichte
Das Haus im Norden der Casteller Johanneskirche ist erstmals zu Beginn des 17. Jahrhunderts urkundlich nachweisbar. Im Jahr 1608 verkaufte Petter Freundt junior das Haus an seinen Stiefvater Caspar Meesen. Meesen (auch Mays oder Mees) lebte im Haus bis 1648. In der Folgezeit wechselten die Eigentümer in rascher Folge: 1642 bis 1644 Michael Gütmann, 1644 Sebastian Püttert, 1644 bis 1649 Conrad Jung, 1649 bis 1671 Jacob Heydt, 1671 bis 1695 Steffan Hammelmüller und 1695 bis 1700 Georg Grübert oder Gruber.
Zwischen 1700 und 1706 ist der von der Herrschaft der Grafen zu Castell angestellte Mundkoch Christian Wilhelm Cröner im Haus nachweisbar. Ihm folgte Conrad Lindner nach, der als Bäckermeister aus Nenzenheim kam. Die Familie Lindner war wohl auch in den folgenden Jahrzehnten im Besitz des Hauses. 1770 starb Matthäus Lindner, ebenfalls ein Bäcker. Lindner betrieb eine Heckenwirtschaft in den Räumlichkeiten. Sein Sohn Jobst Lindner folgte ihm nach. Er erwarb im Jahr 1774 die Wirtschaftsgerechtigkeit der „Hinteren Wirtschaft“ am heutigen Schloßplatz. Der Name Grüner Baum wechselte daraufhin an Haus Nr. 49.
Lindner tauschte das Haus allerdings im gleichen Jahr gegen ein Anwesen am Kniebrecher. Der neue Eigentümer Jobst Trescher errichtete auf dem Nachbargrundstück mit der Hausnummer 49a ein Brauhaus. Zwischen 1785 und 1815 war Johannes Krauß aus Obereisenheimim Besitz des Hauses. Ihm folgte Johann Friedrich Lindner bis 1819 nach. Er ist als erster Wirt und Brauer des „Grünen Baum“ urkundlich nachweisbar. Nach seinem Tod betrieb seine Witwe Anna Elisabetha geborene Deiniger aus Uehlfeld das Gasthaus weiter.
Die folgenden Wirtsgenerationen sind lückenlos nachgewiesen. Zwischen 1821 und 1848 betrieb Johann Ott aus Sickershausen den Gasthof und die angeschlossene Brauerei.  Bis 1866 war der Krassolzheimer Albrecht Vicedom in den Besitz der Anlage gekommen. Unter Vicedom entstand 1852 das Kellerhaus mit Trinkhalle neu. 1891 brannte dann eine Scheune nieder, der damalige Besitzer Johann Anton Prinz aus Lengertshofen vermutete Brandstiftung. Ein Jahr später war der Wiederaufbau bereits vollendet. Entstanden waren drei Bierkeller unter der neuen Scheune.

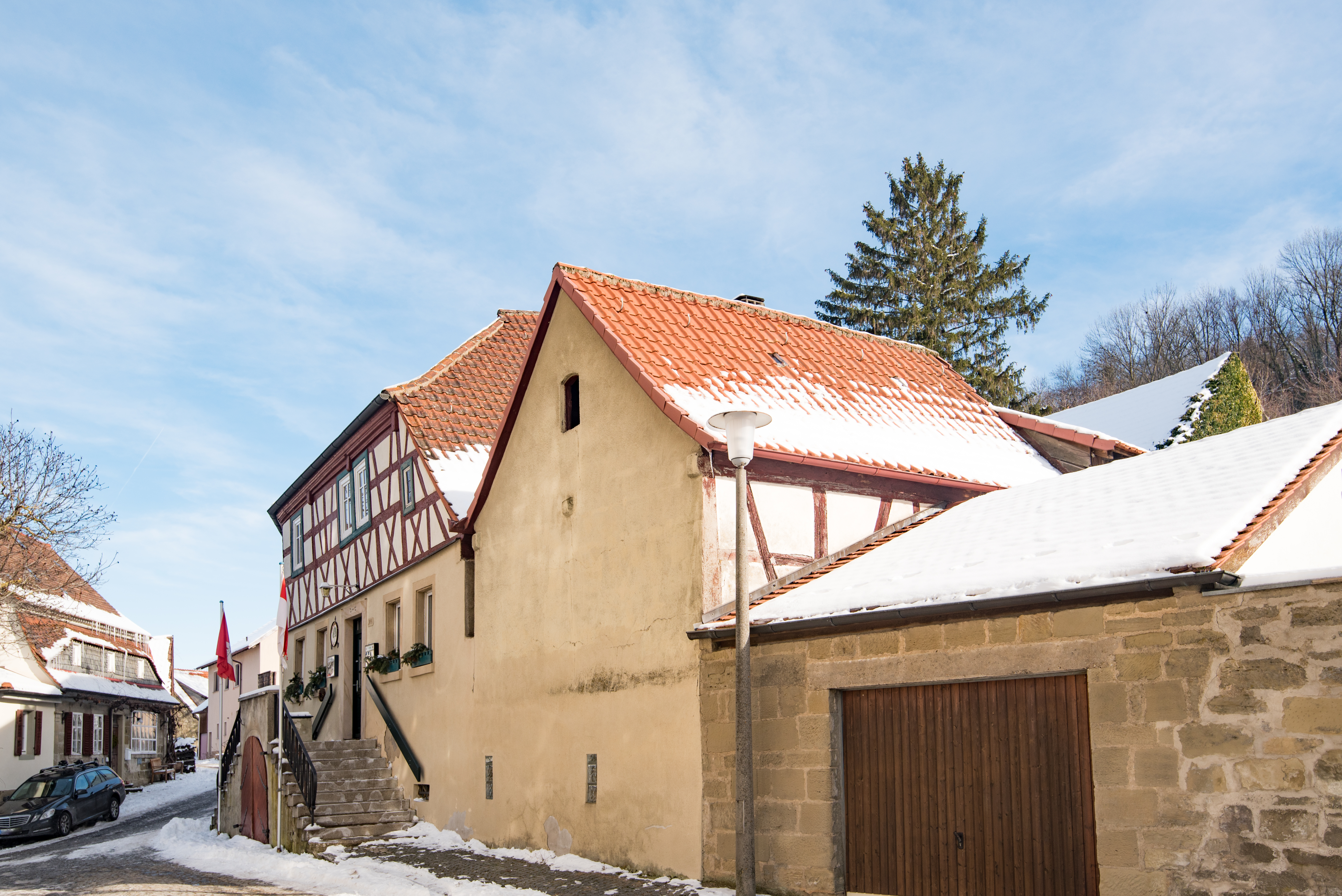
Nebengebäude entlang des Kirchplatzes

In einer umfassenden Beschreibung aus dem Jahr 1903 wurde das Gastzimmer als 33 Quadratmetern groß angegeben. Im Obergeschoss gab es mehrere Fremdenzimmer. In der Scheune war ein Fremdenstall eingerichtet. 1903 begann eine umfassende Renovierung des Baus, bei dem auch die Gaststätte erweitert wurde. Ein Jahr später übergab Johann Anton Prinz den „Grünen Baum“ an seinen Schwiegersohn Johann Georg Deiniger aus Uehlfeld, der auch Gastwirt im Schwanengasthof im Casteller Unterdorf war. 1905 entstand eine Kegelbahn auf dem Gelände.
Im Jahr 1912 kam der Mainbernheimer Johann Zacharias Meyer an den „Grünen Baum“. Ihm folgte nach seinem Tod 1956 die Witwe seines Sohnes Georg Meyer nach, Johanna geborene Appold. Johanna Meyer ließ die Gastwirtschaft im Jahr 1970 umbauen. So wurde die Kegelbahn zu einem Schützenhaus mit Schießbahn umgewidmet. Zugleich verschwand der große Tanzsaal, an seiner Stelle wurden mehrere Fremdenzimmer eingerichtet. Meyer ließ außerdem ab 1995 die Schweineställe entfernen, die bisher noch auf dem Grundstück standen.

## Beschreibung
Das Haus wird vom Bayerischen Landesamt für Denkmalpflege als Baudenkmal eingeordnet. Es präsentiert sich als Bau des 18. Jahrhunderts und schließt mit einem für Castell typischen Halbwalmdach ab. Das Anwesen ist zweigeschossig, die Außenmauern des Erdgeschosses sind massiv in Stein ausgeführt, das Obergeschoss mit Fachwerk. Dieses war zuvor unter einer Putzschicht verborgen und wurde im Jahr 1955 freigelegt. Man betritt das Haus über eine doppelläufige Freitreppe, unter deren Rampe der Kellerzugang liegt. Neben dem Haupthaus gibt es die ehemalige Brauerei und eine Scheune.